# Fornnordisk religion

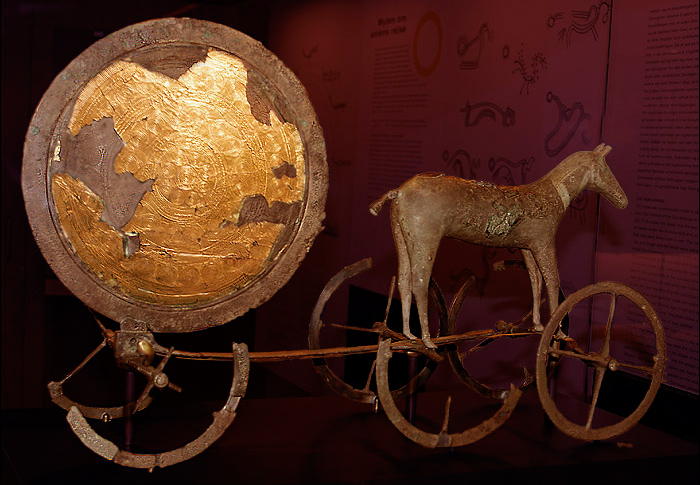
Solvagnen från Trundholm.

Fornnordisk religion samlande benämning på de religionsformer under förkristen tid i Norden som det finns belägg för i arkeologiskt och skriftligt material. Ibland brukar begrepp fornnordisk religion kopplas specifikt till vikingatidens (700/800–1000), trosuppfattningar under yngre järnåldern , men begreppet innefattar även trosuppfattningar från äldre järnåldern, bronsåldern och stenåldern. Även soldyrkan, cirkumpolära religioner, som förkristen samisk religion, förkristna finskugriska trosuppfattningar och Nerthuskult tillhör de forna religionerna i Norden.  Flera religionsforskare har därför börjat använda begreppet fornskandinavisk religion för att avgränsa de vikingatida trosuppfattningar mot förkristen samisk och finskugrisk religion.
Kunskap om de olika religionsformerna är bristfällig på grund av väldigt lite tidsenligt skriftligt materiel, det är i stort sett endast i slutet av perioden, och från kristen tid, som det finns skriftliga källor. Religionsuttrycken från förhistorisk tid; äldre järnålder, bronsålder och stenåldern tolkas i stället främst från arkeologiskt material. 

## Arkeologiska källor

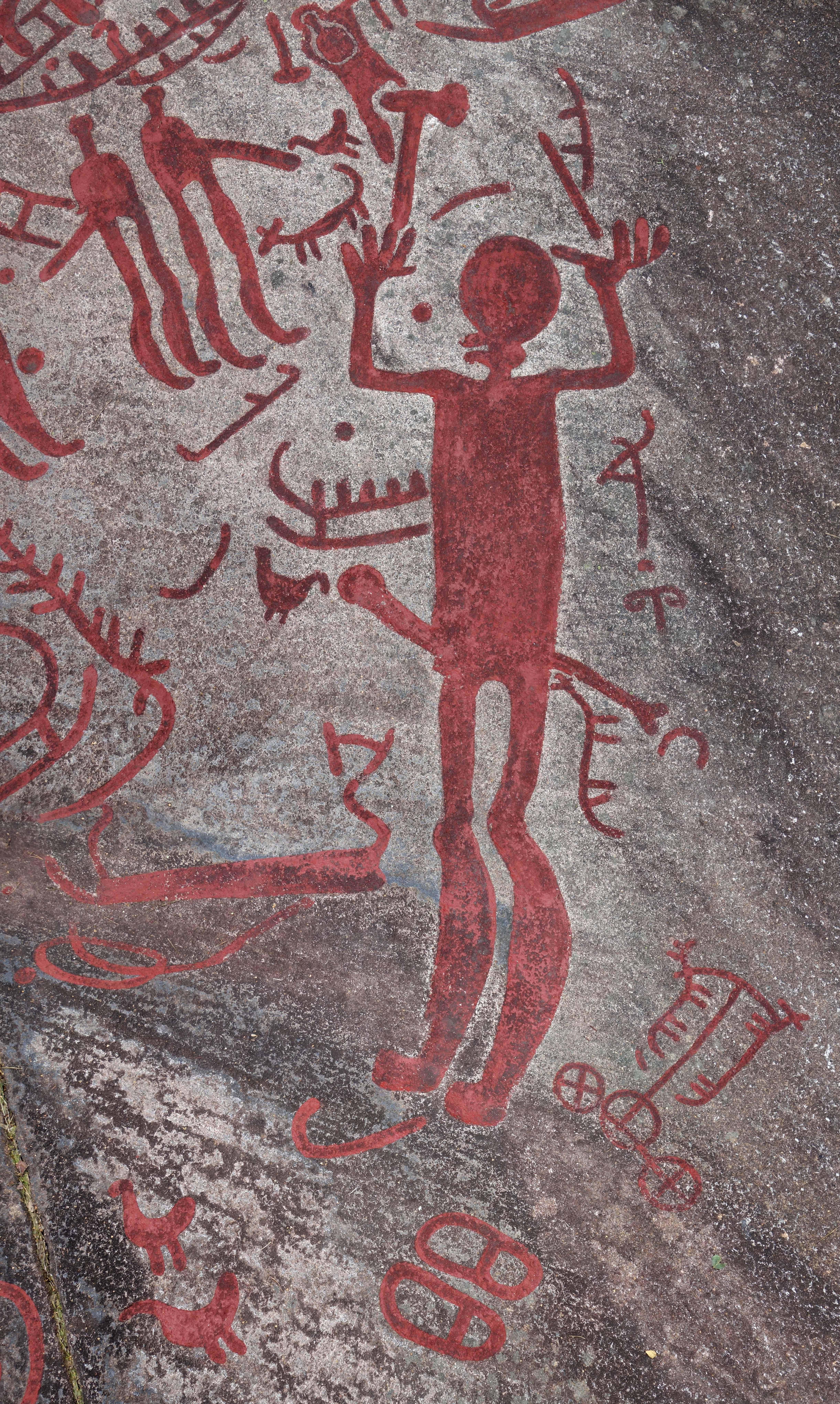
Hällristningen "Skomakaren", Brastad, mellersta Bohuslän.

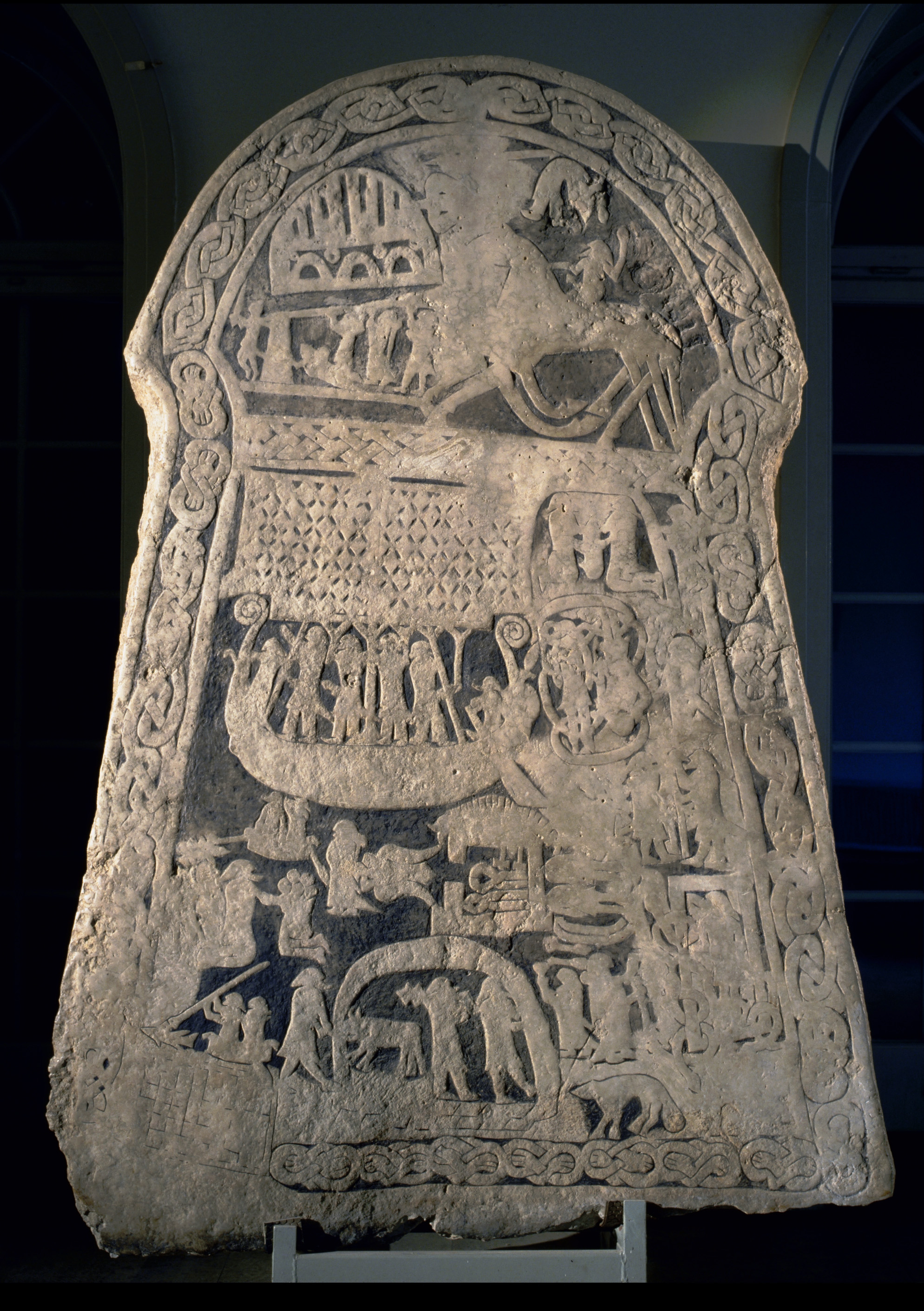
Bildsten med motiv ur Völundssagan från Gotland ca 700–800.

Till det äldsta arkeologiska materialet hör deponeringar i vattendrag och fynd från gravar; i analyserna av olika gravskick har man velat se uttryck för skiftande världsbilder och dödsrikesföreställningar. De mosslik från bronsåldern som man har funnit i Danmark har tolkats både som sakrala människooffer och som kvarlevor av avrättade brottslingar. 
I södra Skandinavien har arkeologerna funnit stora vapenoffer från 200-talet i sjöar. Liknande fynd har dock även gjorts längre norrut, till exempel i Finnestorp i Västergötland, och i den mer kända offerplatsen Skedemosse på Öland där man funnit över 1,3 kg guld, samt ben efter hundratals hästar, 80 kor, 60 får och totalt 38 människor. Fynd från Käringsjön, Övraby socken i Halland visar upp fredligare offer från tiden 200–400 e.Kr. Inga vapen fanns bland fynden, som huvudsakligen bestod av lerkärl fyllda med matvaror, men även träföremål.
Många olika kulturer har gjort hällristningar, även kallade petroglyfer. Inom Norden skiljer man mellan jägarfolkens ristningar och bondefolkens ristningar. De tidigaste hällristningar gjordes av stenåldersjägare, kanske redan så tidigt som 7000 år f.Kr. Tyngdpunkten av dessa ristningar finns i mellersta och norra Skandinavien där motiven tydligt avspeglar de skilda miljöer som de olika urtidsfolken levde i, långt från kusten respektive nära kust och hav. Ristningar med jaktmotiv är bilder av olika jaktbyten som björn, ren, hjort och älg där människofigurer uppträder med olika jaktvapen som spjut och pilbågar. I kustområdena avbildas båtar, havets djur och de fångstredskap man hade för fiske.  Djurbilderna kan ha haft någon form av magisk innebörd för att exempelvis bringa jaktlycka, men kan också vara uttryck för totemism, det vill säga människors eller stammars uppfattning av samhörighet med vissa djur. 
Antydningar om religiösa föreställningar finns redan bland stenålderns fornfynd: skålformiga fördjupningar på takstenarna till dösar och gånggrifter vittnar om offer till de döda, som tänktes bo i graven. Fornsaker som inte hört till gravar har anträffats i en sådan mängd och anordnats på ett sådant sätt att det tyder på att de varit offer. Ett ristat hjul med fyra ekrar är en sinnebild för solen och tyder på att soldyrkan har förekommit redan under bronsåldern. De bilder av miniatyryxor som har hittats visar att blixten troligen tänkts som en yxa, slungad mot mörkrets makter. Yxorna, sinnebilder för blixten, förekommer ofta parvis. Trundholms-vagnen, en 57 centimeter lång modell i brons som daterats till cirka 1500–1300 f.Kr. och påträffades 1902 på nordvästra Själland i Danmark, bär en guldbelagd skiva, uppenbarligen föreställande solen, vilken dras av en häst. Förebilden för denna modell var troligen en vagn i naturlig storlek som användes i samband med soldyrkan.
Soldyrkan tros ha dött ut omkring 500 f.Kr., men det återkommer ett antal bronsåldersmotiv – som hjulkorset – under yngre järnålder vilket antyder att delar av trosföreställningar kan ha tagits över av asatron, religionen under vikingatiden. .
Det är ovisst om gudomarna under äldre tider tänktes som personliga väsen. Möjligen tillbads solen, blixten, träd, stenar, jord och vatten och uppfattades som levande. Det är dock troligt att animistiska synsätt dominerade under stenåldern. Personliga gudar torde emellertid ha uppkommit redan under bronsåldern, om de inte funnits förut, för vissa av hällristningarnas figurer och bronsbilder som har hittats verkar kunna föreställa sådana. Små båtar av guld har påträffats i stort antal, liksom andra samlingar av föremål, vilka har använts som offer. Även offerkärl har hittats, av vilka en del varit fästa på vagnar, vilket kan tyda på att de använts i samband med offer åt den germanska moder- och fruktbarhetsgudinnan Nerthus. Det finns också gravfynd som innehåller många medel för signeri.
Vidare kan omfattningen av de gudanamn som bevarats i ortnamn både i Skandinavien och på kontinenten peka på var det eventuellt funnits heliga platser.

## Gravseder

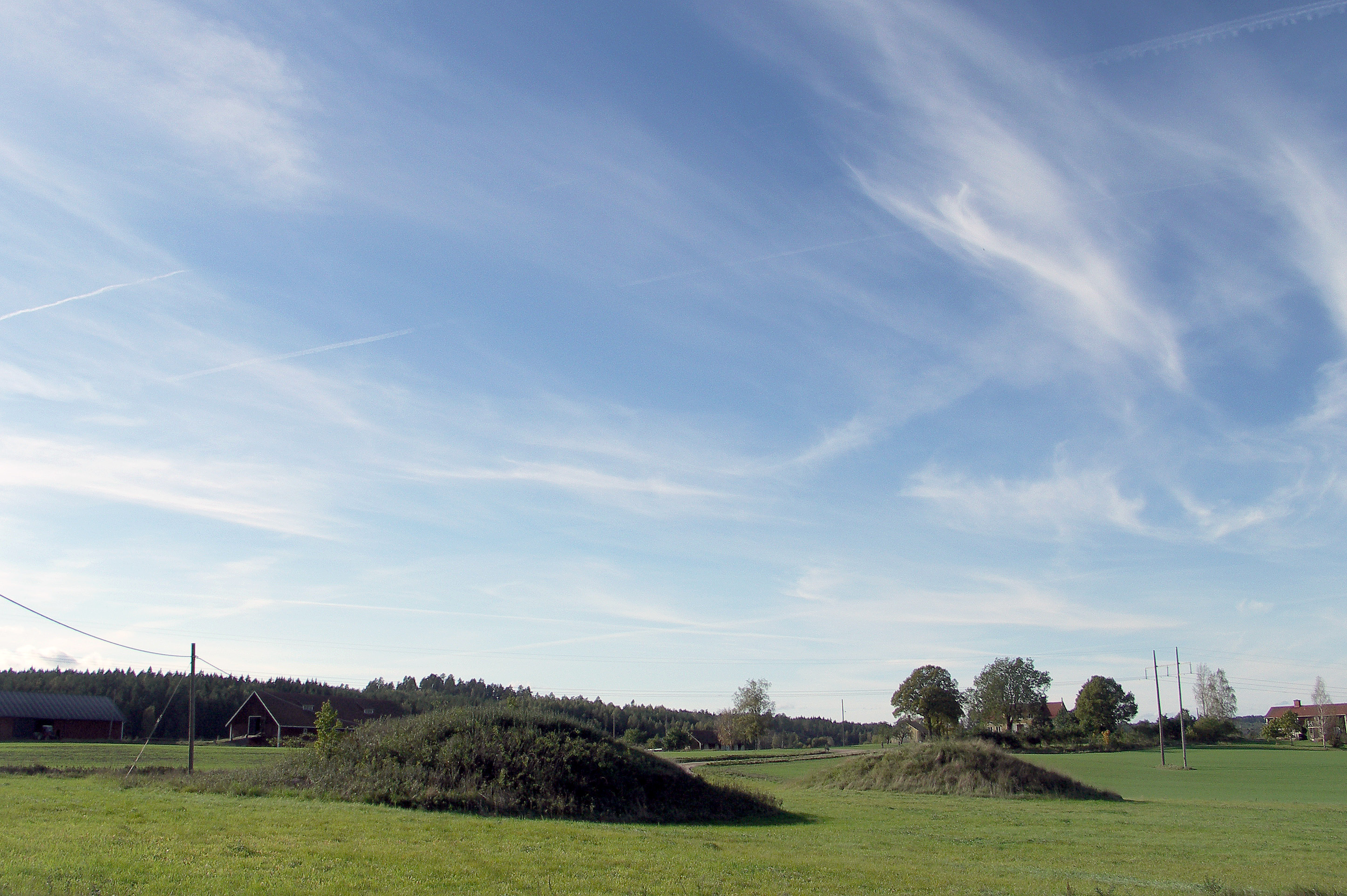
Storhögar vid Gunnerstad, Gamleby.

Under bronsålderns andra period, efter mitten av andra årtusendet f.Kr., uppkom likbränning, vilket kan ha inneburit att människorna ville frigöra själen från kroppen för att den skulle leva sitt liv i en annan värld. Gravfynden från denna tid är sparsamma men i stället anträffas ofta nergrävda skatter eller depåfynd, vilka troligen var avsedda att användas efter döden.
Från cirka 1400 f.Kr. och några hundra år framåt skedde en övergång till brandgravskick. De brända benen lades i en urna som sattes ned i en grävd grop under flat mark i stora gravfält, som kan innehålla flera hundra urnegravar.
Gravhögar blev vanliga de första århundradena efter vår tideräknings början, på 200-talet i Danmark, och 300-talet i Mälardalen. Den tidigare eliten i samhället lät oftast gravsätta sig obrända kammargravar: ett "dödshus av sten" som symboliserade stormannens långhus. I exempelvis Sverige tar på 500–600-talet, under vendeltid, en ny elit över, samtidigt som stora delar av övriga germanska områden kristnas, och de gravhögarna blir vanligare och allt mer storartade i de återstående hedniska områdena. Eliten bosatte sig på andra platser, och de gamla kammargravarna plundras ofta. Kremering blir i samband med detta vanligt. Det är under denna tid som Uppsala högar tillkommer, likaså de liknande gravarna i Sutton Hoo i England – fynden på dessa orter påminner mycket om varandra. Vissa praktgravar från denna tid innehåller träbåtar, så kallade båtgravar. Dessa är absolut vanligast i Norden.
Någon skiftning i åsikt tycks åter ha inträtt med järnåldern, under vilken gravar både med obrända och med brända lik förekommer, olika i olika trakter, ofta försedda med lerkärl för föda åt de döda. Under folkvandringstiden uppkom bland svenskar och norrmän den sed som fortsatte långt in på vikingatiden, nämligen att de döda, både kvinnor och män, begravdes eller brändes i fartyg, försedda med alla förnödenheter. Tolkningen av detta är att de döda skulle färdas i skeppet till dödsriket. Denna tolkning stöds av att i fynd från 300-talet har ett mynt anträffats i den dödes mun, motsvarande de antika folkens Charonspenning. Redan under den romerska järnåldern vittnar fynden av med avsikt förstörda vapen, smycken, kläder med mera och dödade hästar om den hos germanska och keltiska folk omvittnade seden att offra fienden och allt som tillhörde honom åt krigets eller dödens gud.
En jämförande studie av förkristna gravar från neolitikums början till vikingatidens slut och senare medeltida kristna gravar har visat att det under lång tid existerat en gravsed som bestämt i vilket väderstreck man placerat den avlidne, åtminstone i södra Skandinavien. Huvuddelen av de forntida gravarna samlar sig med längdaxlar grovt i OSO-VNV samt SSV-NNO, vilket tolkats som överensstämmande med solens uppgång under höstblotet, som sågs som nyår under hednisk tid. Mälardalen sticker ut i jämförelse, och där verkar de avlidna ha lagts i överensstämmelse med solens uppgång runt jul, vilket också det var en viktig hednisk högtid. Efter kristnandet har de avlidna istället lagts i riktning ONO, vilket överensstämmer med solens uppgång vid påsk.
Ett redskap som i princip enbart återfinns på hedniska gravplatser, primärt i manliga högreståndsgravar, är speciella grillspett som kan bindas till både offerritualer och efterföljande gille. Dessa spett dyker upp i thüringska och frankiska gravar från 500–600-talet, men försvinner efter 600-talet, medan de vidare återfinns i Norden från 600–1000-talet.

## Nerthuskult
Nerthuskult var en kult av en germansk moder- och fruktbarhetsgudinna. Enligt den romerske historikern Tacitus, som beskrev Nerthuskulten i sin bok Germania 98 e. Kr., hade Nerthus en av kor dragen processionsvagn, som förvarades i en helig lund på en ö i oceanen. Vagnen fick endast vidröras av prästen. När prästen märkte att gudinnan var närvarande i vagnen lät han den dras runt till olika orter av kor. 
Under yngre bronsålder uppträdde avbildningar av kvinnor på hällristningar med en skålgrop mellan benen – något som vissa arkeologer menar kan symbolisera en könsmarkering eller en fruktbarhetssymbol, då menas att dessa kvinnofigurer kan ha varit prästinnor i en fruktbarhetskult i en tid då människorna tycks ha dyrkat en gudinna med halsring. Kvinnliga gudabilder försvinner under samma tid i hällristningsmaterialet. Detta kopplas samman med det Tacitus nämner: Nerthus, fruktbarhetsgudinnan, fick ej avbildas eller beskådas av folket. En gudom som ej får avbildas kan därför förklara en del av skålgroparnas symbolik. Arkeologen Bertil Almgren har också kopplat samman de många avbildningar av fotsulor som uppträder bland hällristningarna under yngre bronsålder med en kvinnlig fruktbarhetsgudinna av Nerthus' typ. Ett stöd för denna teori är att fotsulor och skålgropar ofta kombineras.

## Asatro

En torshammare av silver funnen i Skåne. Torshammaren var en vanlig symbol för asatroende under vikingatiden.

Religionen under vikingatiden (700/800–1000), brukar kallas asatro och avser de myter som nedtecknades i kristen medeltid, men förutsätts spegla en äldre muntlig tradition. Ofta används fornnordisk religion synonymt med asatro, men även fornskandinavisk religion för att tydligare visa att man inte åsyftar andra fornnordiska religioner. 
Arkeologen Anders Andrén beskriver religionen under vikingatiden som ett "kulturellt lapptäcke" som växte fram under en lång rad influenser från tidigare skandinaviska religioner. Det kan ha haft kopplingar till nordisk bronsålder, medan det förmodat solorienterade trossystemet i bronsålderns Skandinavien tros ha dött ut omkring 500 f.Kr., så återkommer ett antal bronsåldersmotiv – som hjulkorset – under yngre järnålder. 
Asatron tillhör de polyteistiska religionerna, och förutom gudar tror man även på olika naturväsen. Asatron är en del av en större familj av indoeuropeiska religioner där man även finner grekisk, romersk och slavisk fornreligion. Det finns även motsvarigheter till asatrons panteon i den indiska hinduismen.[5] En teori hävdar att olika indoeuropeiska stammar (indier, greker, italiker, kelter, slaver, germaner) har ett gemensamt ursprung, möjligen från områden i närheten av Svarta Havet och att dessa sedan utvandrat till övriga Europa samt Asien. Detta är en förklaring till likheten i religion och språk mellan dessa olika länder. 
Myternas mest framträdande asagudar är Oden och Tor, samt den bland asarna upptagne (via fostbrödralag med Oden) jätten Loke. Inom kulten stod Tor och Oden främst jämte de fruktsamma vanerna Frej och Freja. 
Asarna var liksom vanerna inte odödliga som vissa gudar i andra religioner. Däremot behöll de sin ungdom med hjälp av Iduns äpplen. I Ragnarök stupade dock de flesta, blott två av Tors söner och två av Odens överlevde. Dessutom kom asarna Balder och Höder, som dött redan i vår tidsålder, tillbaka från dödsriket Hel för att härska inom nästa skede.
Grunduppfattningen om livet efter döden lär ha varit att de som dog i strid kom till Valhall eller Folkvang, de som dog av ålderdom och/eller sjukdom kom till Hel och de som drunknade kom till Ran. Några bodde även kvar i gravhögen och kunde kallas draugar. I vissa fall kunde man tänka sig själavandring.

## Samisk religion

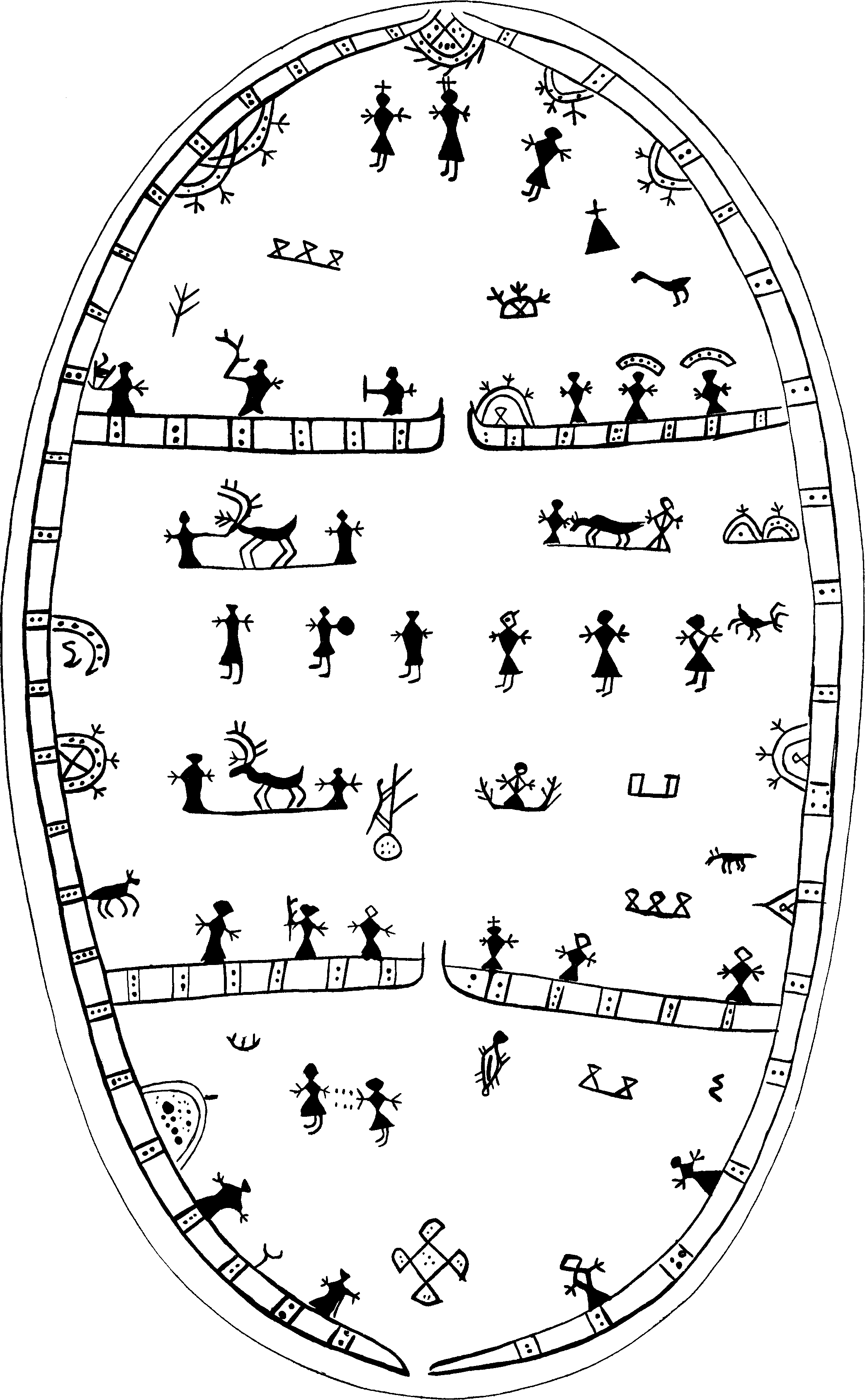
Samisk trumma (goavddis) från kemisamiskt område, med brutna horisontala linjer.

Samisk religion, den förkristna samiska religionen kännetecknas av polyteism, förfädersdyrkan och naturväsen.  Männens riter gällde jakt och fiske, väder och vind, kvinnornas hem och familj. Männen tillbad främst manliga gudaväsen, kvinnorna kvinnliga. Bland männen tillbad sydsamerna bland andra den högste guden Raedie och åskguden Hovrengaellies, nordsamerna bland andra Dierpmis, som var både högste gud och åskgud. Mycket viktiga för kvinnorna var akkorna. Maadteraahka och hennes tre döttrar: födelsegudinnan Saaraahka, Oksaahka, 
som skyddade de små barnen, och Joeksaahka, som kunde byta kön på det kvinnliga embryot, man trodde att samtliga var flickor från början, om föräldrarna förrättade offer till henne.
Även andra typer av andeväsen var viktiga, till exempel olika typer av hjälp- och skyddsväsen samt förfäderna. Avlidna släktingar spelade en stor roll för de levande, då de kunde visa sig i drömmar och ansågs till exempel kunna vakta barn och renar.
Redan på 1000-talet togs initiativ till att kristna samerna, en verksamhet som kom att intensifieras under 1500- och 1600-talen. 
Kunskap om samernas förkristna religion bygger främst på texter av missionärer och präster från ca 1670 till ca 1750 men även på arkeologiskt material som offerplatser och gravar, sakrala ortnamn och senare muntlig tradition och folktro.

## Finsk förkristen religion

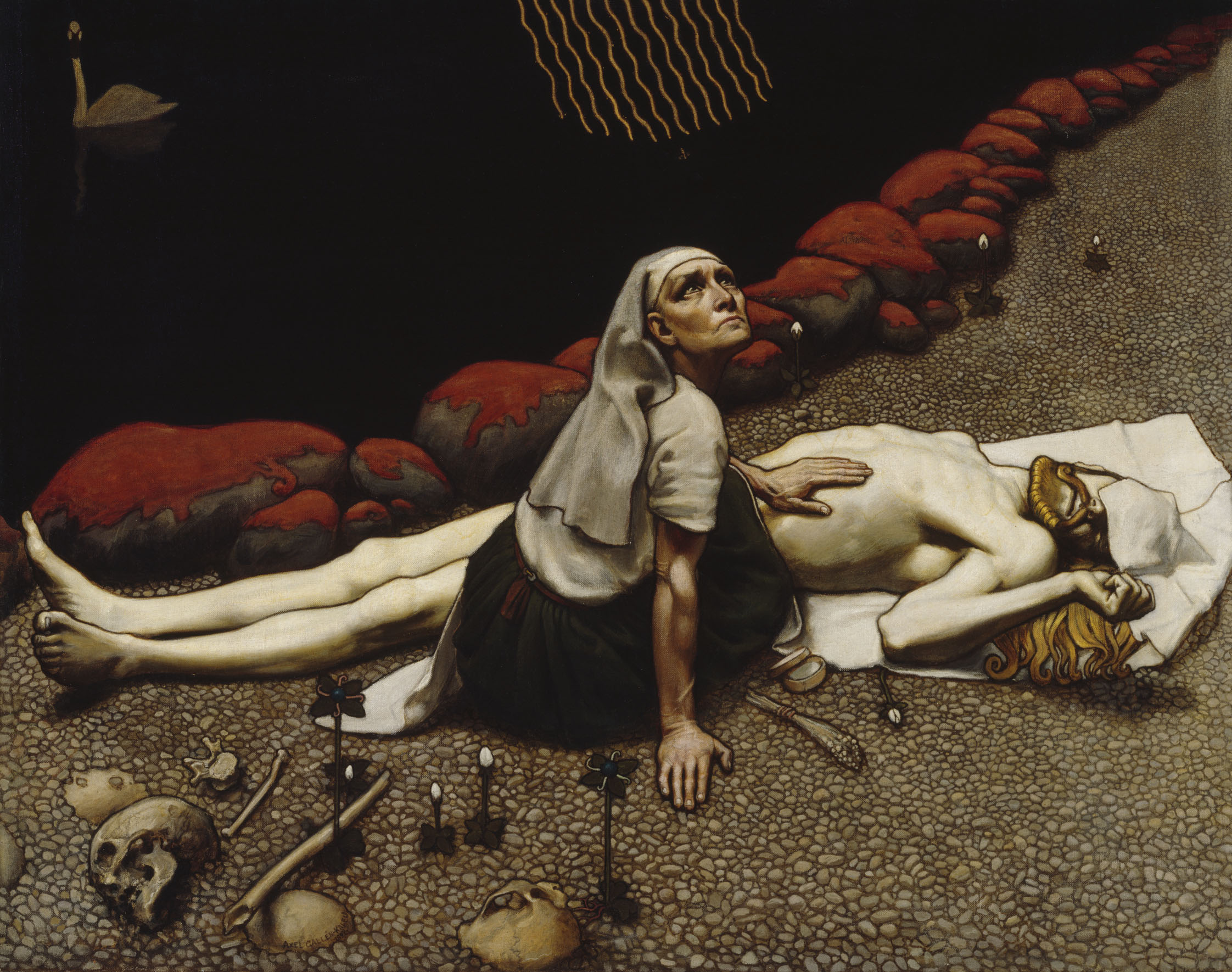
Lemminkäisen äiti by Akseli Gallen-Kallela. En scen från dödsriket, Tuonela, från en myt i Kalevala.

Finsk religion, den förkristna finska religionen kännetecknas av polyteism, förfädersdyrkan och naturväsen. Den främsta guden var Ukko, himmels- och åskgud, gudarnas herre, andra viktiga gudar var Ahti, havens gud, givare av fiskar och Tapio skogens och jaktens gud. * "Finsk mytologi" av Nils G. Holm. Uppslagsverket Finland. 
Riter med anknytning till natur och näringar var de dominerande, till exempel jaktceremonierna i norr och de riter som följde odlingens årscykel i söder. Omfattande ritualer utfördes vid både björnjakt och när björnbenen under stora hedersbetygelser skulle begravas.
De avlidnas vistelseort i finsk och karelsk förkristen mytologi, och senare folktro, heter Tuonela. Tuonela ansågs vara en norrut belägen underjordisk värld, där Döden själv (Tuoni) härskade. I folkpoesin beskrivs Tuonela som ett land på andra sidan en forsande flod, som de avlidna korsade på en bro eller i en båt, ledsagade av Tuonen tytti, Dödens dotter.
Den finska förkristna religionen uppvisar många likheter med närliggande kulturers trossystem, som estnisk, mariska, samiska och mordvinska. Där den mordivinska religionen är speciellt intressant ur ett religionsjämförande perspektiv eftersom den fortlevde in i modern tid.
Ända till 1500-talet sjöngs den finska folkpoesin mycket i hela landet men på 1600-talet försvann den i västra Finland. Reformationen hade gjort den svenska kyrkan mer sträng mot icke-kristna traditioner och förkristna traditioner förbjöds då. Dess inflytande var dock svagare i Karelen där många myter och övertygelser levde kvar. De första egentliga uppteckningarna av finsk folkpoesi är från 1700-talet, och banbrytaren inom detta var Henrik Gabriel Porthan. 
Det finska trossystemet omnämns första gången av biskop Michael Agricola i hans introduktion till den finska översättningen av Nya Testamentet 1551.  Hans beskrivningar av tavasternas och karelernas gudar och andeväsen var i princip de enda som gjordes innan Elias Lönnrot skrev Kalevala i mitten av 1800-talet.